# Cérebro de Albert Einstein

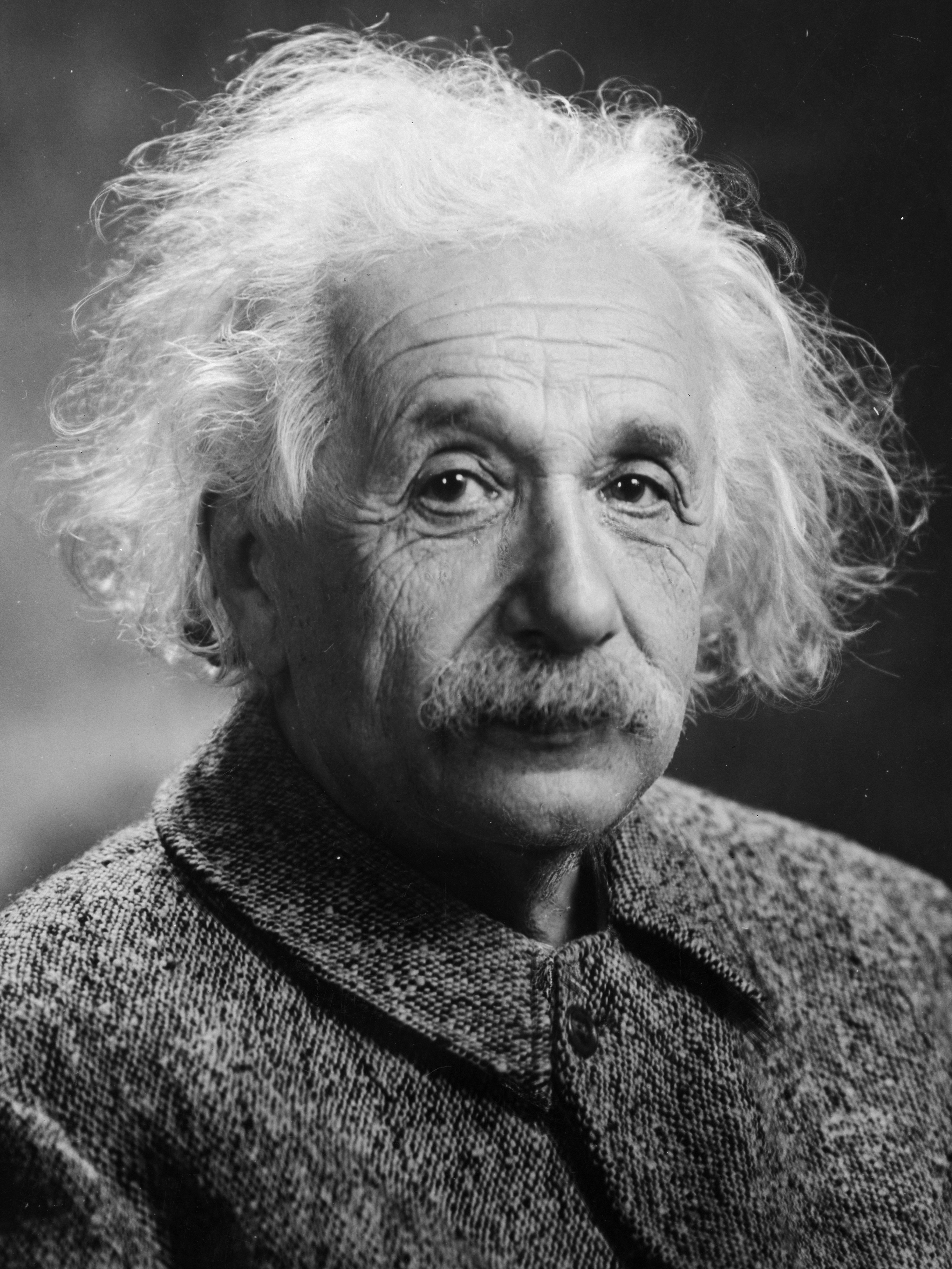
O cérebro de Einstein foi removido para preservação em 1955, fato que só foi tornado público em 1978

O cérebro de Albert Einstein é frequentemente alvo de pesquisas e especulações. Removido sete horas após a morte do físico teórico, o órgão desde então tem atraído atenção devido à reputação de Einstein de ser um dos maiores gênios do século XX. As supostas regularidades ou irregularidades do cérebro foram usadas para defender diversas teorias a respeito de correlações entre a neuroanatomia e a inteligência. Estudos científicos sugeriram que as regiões envolvidas na fala e linguagem são menores e as envolvidas com processamento numérico e espacial são maiores, enquanto outras pesquisas indicaram um número elevado de células de glia no órgão.

## Preservação
O cérebro de Einstein foi removido, pesado e preservado sem autorização por Thomas Stoltz Harvey, o patologista que realizou a autópsia no físico. Ele declarou que o fez esperando que a citoarquitetura do córtex cerebral revelasse informações úteis. Harvey injetou 10% de formalina através das artérias carótidas internas, posteriormente suspendendo o cérebro intacto em outra solução de 10% de formalina. Ele então fotografou o órgão, dissecou-o em aproximadamente 240 seções (cada uma com cerca de 1 cm3) e envolveu os segmentos em um material similar ao plástico chamado colódio. Harvey também removeu os olhos de Einstein, doando-os a seu antigo oftalmologista Henry Abrams. Por recusar-se a devolver os órgãos, foi demitido do Hospital de Princeton pouco tempo depois.

## Estudos científicos

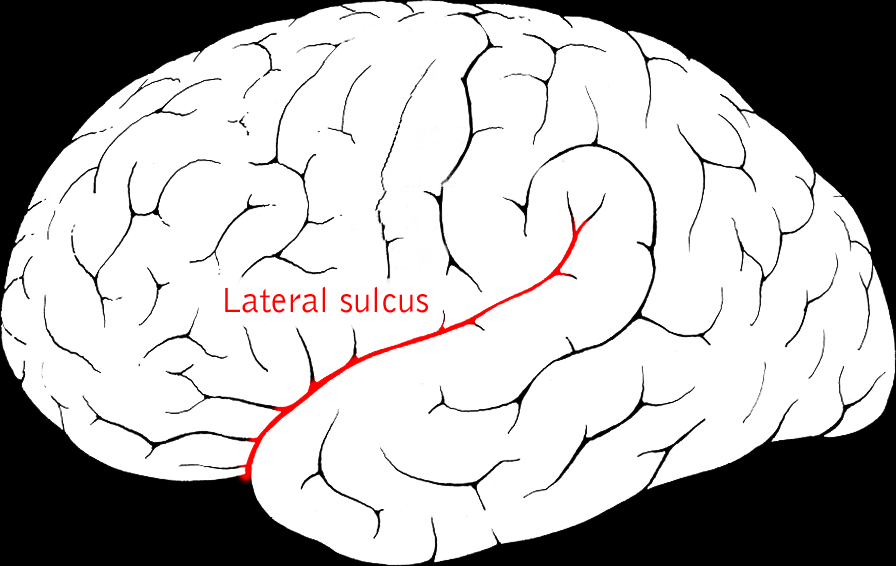
O sulco lateral (fissura de Sylvius) em um cérebro normal. No cérebro de Einstein, esta parte era incompleta

Thomas Harvey percebeu imediatamente que Einstein não possuía opérculo parietal em nenhum dos hemisférios. Fotografias do cérebro mostram um sulco lateral alargado; o órgão claramente havia se desenvolvido de uma forma interessante. Em 1999, análises mais detalhadas por uma equipe da Universidade McMaster em Hamilton, Ontário, revelaram que a região do opérculo parietal no giro frontal inferior do lobo frontal estava vazia. Vaga também estava uma parte da área fronteiriça chamada fissura de Sylvius. Os pesquisadores especularam que a ausência pode ter permitido que os neurônios dessa parte do cérebro se comunicassem melhor.
Segundo a pesquisadora e professora Sandra Witelson, que liderou os estudos, "Essa anatomia cerebral fora do comum pode explicar porque Einstein pensava daquela maneira". A pesquisa foi baseada nas fotografias do cérebro tiradas em 1955 por Harvey, e não em exames diretos no órgão. O professor Laurie Hall, da Universidade de Cambridge, comentou o estudo, dizendo: "Afirmar que há uma ligação definitiva pode ser exagero no momento. Até agora o caso não foi provado. Mas ressonância magnética e outras novas tecnologias estão nos permitindo começar a provar essas mesmas questões". O próprio Einstein, no entanto, afirmava que pensava visualmente, ao invés de verbalmente.
Os cientistas estão atualmente interessados na possibilidade de que as diferenças físicas na estrutura do cérebro podem determinar diferentes habilidades. Uma parte do opérculo, chamada área de Broca, representa um papel importante na produção da fala. Para compensar essa ausência, o lobo parietal inferior de Einstein era 15% maior do que o normal. A região parietal inferior é responsável pelo pensamento matemático, cognição visuo-espacial e imagística motora.

## Consentimento contestado
Há controvérsias se Einstein consentiu que seu cérebro fosse removido e preservado após sua morte. Uma biografia do físico de autoria de Ronald Clark e lançada em 1979 afirma que "ele insistiu que seu cérebro fosse usado para pesquisa e que seu corpo fosse cremado", mas pesquisas recentes indicam que isso pode não ser verdade, e que o cérebro foi removido e preservado sem consentimento prévio de Einstein e nem permissão de seus parentes próximos. Hans Albert Einstein, filho do físico, concordou com a remoção após ela já ter sido realizada, mas insistiu que o cérebro de seu pai deveria ser utilizado apenas para pesquisas publicadas em revistas científicas de alta categoria.
Em 1978, o cérebro foi redescoberto pelo jornalista Steven Levy ainda sob posse de Harvey. As seções cerebrais haviam sido preservadas em álcool em dois grandes vidros de conserva, dentro de uma caixa de cidra, por mais de 20 anos.

## Número elevado de células de glia
Na década de 1980, a professora Marian C. Diamond, da Universidade da Califórnia em Berkeley, convenceu Thomas Harvey a lhe ceder amostras do cérebro de Einstein. O laboratório de Marian produziu então pequenas seções do órgão, cada uma com 5 micrômetros de espessura, utilizando um microscópio para contar as células de glia. A proporção resultante foi então comparada àquela de cérebros preservados de outros 11 homens, chegando-se à conclusão que o cérebro de Einstein possuía mais células de glia relativas aos neurônios em todas as regiões estudadas, mas apenas na área parietal inferior esquerda é que essa diferença era estatisticamente significante. Esta região é parte do córtex de associação, áreas cerebrais responsáveis por incorporar e sintetizar informação de múltiplos setores do órgão.
Diamond admitiu as limitações de seu estudo, pois só possuía um Einstein para comparar com 11 homens normais. A pesquisa foi criticada por S. S. Kantha, do Instituto de Biociência de Osaka, no Japão, assim como por Terence Hines, da Universidade de Pace. Entre os problemas apontados, está o fato de que as células de glia continuam a se dividir enquanto a pessoa envelhece, e embora o cérebro de Einstein possua 76 anos, foi comparado com um grupo cuja média etária era de 64 anos. Além disso, há pouca ou nenhuma informação a respeito das amostras de cérebros que foram comparadas às de Einstein, como por exemplo QI, histórico de doenças neurológicas ou outros fatores relevantes. Diamond também admitiu posteriormente que resultados que refutavam seu estudo foram omitidos da conclusão final.